# Jennifer Welles
Jennifer Welles (Nova Jersey; 15 de març de 1937 - Arizona; 26 de juny de 2018) va ser una actriu pornogràfica i stripper estatunidenca.
Jennifer Welles va néixer a l'estat de Nova Jersey, creixent en la localitat de Hackensack. En la seva infància va començar a ballar ballet. Als 9 anys va debutar com a ballarina en un programa de televisió. En l'adolescència, va abandonar l'institut per a treballar com a ballarina en diverses produccions musicals d'estiu itinerants, com The Pyjama Game. Després d'això, va passar diversos anys ballant en Las Vegas. En tornar a Nova York a principis de la dècada de 1960, va començar a treballar com a ballarina de burlesc, a vegades obrint espectacles per a comediants.
Treballant en diverses companyies de burlesc com Minsky's Burlesque, va començar els seus estudis d'actuació amb Sanford Meisner a l'Escola Neighborhood Playhouse. A la fi dels anys 1960 va fer un tomb a la seva carrera quan va decidir entrar en la indústria pornogràfica, debutant com a actriu en 1969, als 32 anys. Igual que altres tantes actrius que van començar amb més de trenta anys en la indústria, pel seu físic, edat i atributs va ser etiquetada com una actriu MILF, sent una de les actrius destacades de la generació daurada del porno.
Com a actriu, va treballar per a directors com Ron Sullivan, Joel Reed i Joe Sarno; i va rodar per a estudis com a Retro-Seduction Cinema, Video X Pix, Gourmet/GVC, VCA Pictures, Ribu Video, After Hours Cinema, Alpha Blue, Western Visuals o Ventura.
A mitjan dècada de 1970, quan les pel·lícules de porno tou començaven a quedar obsoletes, Welles es va passar al porno hardcore, convertint-se ràpidament en una estrella, guanyant en 1977 el premi a la Millor actriu de l'Adult Film Association of America pel seu paper a Erotic Adventures Of Little Orphan Sammy. En aquells anys Welles va ser també editora de la revista pornogràfica Eros i model eròtica en Bizarre, amb el nom de Lisa Duran.
El 1977 se li va atribuir ser directora d' Inside Jennifer Welles, que seria una de les pel·lícules més famoses del seu repertori, i en la qual va participar rodant totes les escenes de sexe anal, lèsbic i gang bang, tot i que actualment se li atribueix la direcció a Josep W. Sarno
Es va retirar en 1978, havent aparegut fins llavors en un total de 26 pel·lícules com a actriu després de casar-se amb un fan milionari. Es va divorciar molts anys després i va passar els seus darrers anys es passava els dies criant cavalls i rescatant gossos que havien estat abandonats o maltractats. Welles va morir a Arizona el 26 de juny de 2018 als 81 anys. En 1996 se'l va reconèixer la seva trajectòria i el seu nom va ingressar al Saló de la fama d'AVN.

## Filmografia
- 1968: Love After Death : Una morena lesbiana
- 1969: Career Bed : Susan
- 1969: This Sporting House : Ezmerelda
- 1969: Submission : Vickie
- 1970: The Good, the Bad and the Beautiful : Elizabet
- 1970: Scorpio'70 : Layne
- 1971: A Weekend with Strangers : Dilys
- 1971: Is There Sex After Death? : L'assistent de Merkin
- 1973: The Female Response : Andrea
- 1973: Sugar Cookies : La secretària de Max
- 1973: The Sexualist: A Voyage to the World of Forbidden Love : Monica
- 1973: Virgin and the Lover : Lynn
- 1974: The Groove Tube:
- 1974: Mrs. Barrington : Susan
- 1975: Abigail Lesley Is Back In Town : Drucilla
- 1976: Honey Pie : Cynthia Bolling
- 1976: Expose Me, Lovely : Shelly Knight
- 1976: Temptations : Rochelle Hugh
- 1976: Superstars : Jennifer Fox
- 1976: Misty : Elaine
- 1976: Blonde Velvet : Eva Kovack
- 1977: Little Orphan Sammy : Hata Mari
- 1979: Little Blue Box : Jen/Mme Azure
- 1979: Inside Jennifer Welles

## Premis i nominacions
| Any  | Cerimònia        | Resultat   | Premi         | Treball                                  |
| ---- | ---------------- | ---------- | ------------- | ---------------------------------------- |
| 1977 | AFAA Awards      | Guanyadora | Millor actriu | Erotic Adventures Of Little Orphan Sammy |
| 1977 | X-Caliber Awards | Guanyadora | Millor actriu | Erotic Adventures Of Little Orphan Sammy |